# Euphorbia apocynoides
Euphorbia apocynoides är en törelväxtart som beskrevs av Johann Friedrich Klotzsch. Euphorbia apocynoides ingår i släktet törlar, och familjen törelväxter.
Artens utbredningsområde är Panamá. Inga underarter finns listade i Catalogue of Life.